# Mesothen derubrata
Mesothen derubrata är en fjärilsart som beskrevs av Hans Zerny 1931. Mesothen derubrata ingår i släktet Mesothen och familjen björnspinnare. Inga underarter finns listade i Catalogue of Life.